# Eaton (Contea di Brown, Wisconsin)
Eaton è un comune degli Stati Uniti, situato in Wisconsin, nella Contea di Brown.